# Lockroy
Joseph-Philippe Simon zwany Lockroy (ur. 17 lutego 1803 w Turynie, zm. 19 stycznia 1891 w Paryżu) – aktor i dramaturg francuski.

## Życiorys
Aktor Odeonu, a następnie teatru Porte Saint-Martin. Znakomicie debiutował na scenie, później jednak zdania na temat jego talentu były podzielone. Porzucił zawód aktora, został dramaturgiem, potem dyrektorem teatru Vaudeville, w końcu zajął się polityką. Od marca do października 1848 roku zastąpił Buloza na stanowisku dyrektora Komedii Francuskiej. Poślubił swoją koleżankę z Odeonu pannę Gorenflot.

## Kariera sceniczna
| Rok  | Sztuka                     | Autor               |
| ---- | -------------------------- | ------------------- |
| 1828 | Romeo i Julia              | William Shakespeare |
| 1829 | Marino Faliero             | Casimir Delavigne   |
| 1832 | Périnet Leclerc            | Anicet Bourgeois    |
|      | Lucrèce Borgia             | Victor Hugo         |
|      | Marie Tudor                | Victor Hugo         |
| 1833 | Angèle                     | Alexandre Dumas     |
|      | La Vénitienne              | Anicet Bourgeois    |
|      | Les Mal-contents de 1579   | d'Épagny            |
|      | Catherine Howard           | Alexandre Dumas     |
|      | L'Impératrice et la Juive  | Anicet Bourgeois    |
| 1834 | Le Mari de la favorite     | Saintine            |
| 1835 | La Nonne sanglante         | Julien de Mallian   |
| 1836 | Les Sept Infans de Lara    | Félicien Mallefille |
| 1839 | Mademoiselle de Belle-Isle | Alexandre Dumas     |
|      | Laurent de Médicis         | Léon Bertrand       |